# Daniel Schwaab
Daniel Schwaab, född 23 augusti 1988, är en tysk före detta fotbollsspelare.

## Karriär
Den 11 juli 2016 värvades Schwaab av PSV Eindhoven, där han skrev på ett treårskontrakt. Schwaab debuterade i Eredivisie den 6 augusti 2016 i en 2–1-vinst över Utrecht, där han byttes in i halvlek mot Steven Bergwijn.